# Watertoren (Antwerpen Halenstraat)
De watertoren aan de Halenstraat in Antwerpen werd gebouwd in 1898. Het geheel, bestaande uit twee torens maakte samen met de watertorens aan de Draakplaats deel uit van de Antwerpse ringspoorweg in een gesloten en autonoom watervoorzieningssysteem en voorzag daarnaast de stoomlocomotieven van water.

## Beschrijving
De twee torens bevatten een geklonken metalen onbeschermde intzekuip (inhoud 365 m³). De bakstenen schacht op een natuurstenen plaat is versierd met driezijdige motieven en piramiden en bevat daarnaast geprofileerde lijsten en een gladde band van twee soorten kalksteen. De watertorens zijn sinds 1985 een beschermd monument. In 2010 werden ze gerestaureerd.
Abdij van Tongerlo ·
Abdij van Westmalle ·
Antwerpen (Cuperusstraat) ·
Antwerpen (Draakplaats) ·
Antwerpen (Halenstraat) ·
Antwerpen (Noordelaan) ·
Antwerpen (Simonstraat) ·
Antwerpen (Steenovenstraat) ·
Antwerpen (Vosseschijnstraat) ·
Antwerpen (Wilmarsdonksteenweg) ·
Balen (Gerheide) ·
Balen (Zinkstraat) ·
Beerse (Boudewijnstraat) ·
Beerse ·
Berendrecht ·
Bonheiden ·
Boom (Jan Frans Willemstraat) ·
Boom (Nachtegaalstraat) ·
Bornem ·
Borsbeek ·
Brasschaat (Aerdelei) ·
Brasschaat (Alfredlei) ·
Brasschaat (Brechtse Baan) ·
Brasschaat (Kapellei) ·
Brasschaat (Laarsebeekdreef) ·
Brasschaat (Parklei) ·
Broechem ·
Dessel (Europalaan) ·
Dessel (Turnhoutsebaan) ·
Duffel (Leopoldstraat) ·
Duffel (Rechtstraat) ·
Duffel (Stockletlaan) ·
Essen ·
Geel ·
Gooreind ·
Grobbendonk (Hofeinde) ·
Grobbendonk (militair domein) ·
Heist-op-den-Berg (Kerkhofstraat) ·
Heist-op-den-Berg (Bredestraat) ·
Hemiksem (Brouwerijstraat) ·
Hemiksem (Scheldeboord) ·
Herentals ·
Herselt ·
Kalmthout ·
Kalmthout ·
Kasterlee ·
Leest ·
Lichtaart ·
Lier (Bollaarstraat) ·
Lier (Eeuwfeestlaan) ·
Lint ·
Mechelen (Generaal De Wittelaan) ·
Mechelen (Halsveststraat) ·
Mechelen (Hombeeksesteenweg) ·
Mechelen (Juniorslaan) ·
Mechelen (Molstraat) ·
Meer ·
Meerhout ·
Merksem ·
Merksplas ·
Mol (Boeretang) ·
Mol (Bossestraat) ·
Mol (Colburnlei) ·
Mol (E. Beckaertlaan) ·
Mol (Lichtstraat) ·
Mol (Pompstraat) ·
Mortsel ·
Muizen (Karolingenstraat) ·
Muizen (Leuvensesteenweg) ·
Niel ·
Nijlen ·
Noorderwijk ·
Oevel ·
Olen (Kasteelstraat) ·
Olen (Oevelseweg) ·
Olen (Voortkapelseweg) ·
Oostmalle (SNCV-depot) ·
Oostmalle (Turnhoutsebaan) ·
Oud-Turnhout ·
Putte ·
Puurs ·
Ranst ·
Ravels (Kanaaldijk) ·
Ravels (Moleneinde) ·
Reet (Pierstraat) ·
Reet (Rumstsestraat) ·
Rijkevorsel ·
Rijmenam ·
Rumst ·
Schelle (Amperestraat) ·
Schelle (Tolhuistraat) ·
Schelle (Wuststraat) ·
Schilde ·
Schoten ·
Schriek ·
Sint-Amands ·
Sint-Job-in-'t-Goor (Kleinvraagstraat) ·
Sint-Job-in-'t-Goor (Watertorenstraat) ·
Sint-Katelijne-Waver ·
Tielen ·
Turnhout (Hofstraat) ·
Turnhout (Warandestraat) ·
Veerle ·
Weelde ·
Westerlo ·
Westmalle ·
Wijnegem ·
Willebroek (Appeldonkstraat) ·
Willebroek (Kapitein Trippestraat) ·
Willebroek (Vaartdijk) ·
Wommelgem ·
Wuustwezel ·
Mechelen (Kruisbaan)